# Wagon Mound
Wagon Mound est un village de l'État américain du Nouveau-Mexique, situé dans le Comté de Mora. Selon le recensement de 2010, sa population est de 314 habitants.